# Цветарница бананов квит
Цветарниците бананов квит (Coereba flaveola) са вид дребни птици от семейство Тангарови (Thraupidae), единствен представител на род Coereba. Класификацията им е спорна, като понякога са отделяни в самостоятелно семейство Coerebidae.
Разпространени са в открити и полуоткрити местности в Южна и Централна Америка. Достигат дължина 10 – 13 сантиметра и маса 5,5 – 19 грама. Хранят се главно с цветен нектар, по рядко със сок от плодове или с насекоми.